# Valea Măcrișului
Valea Măcrișului est une commune du județ de Ialomița en Roumanie.